# زنده‌شکافی

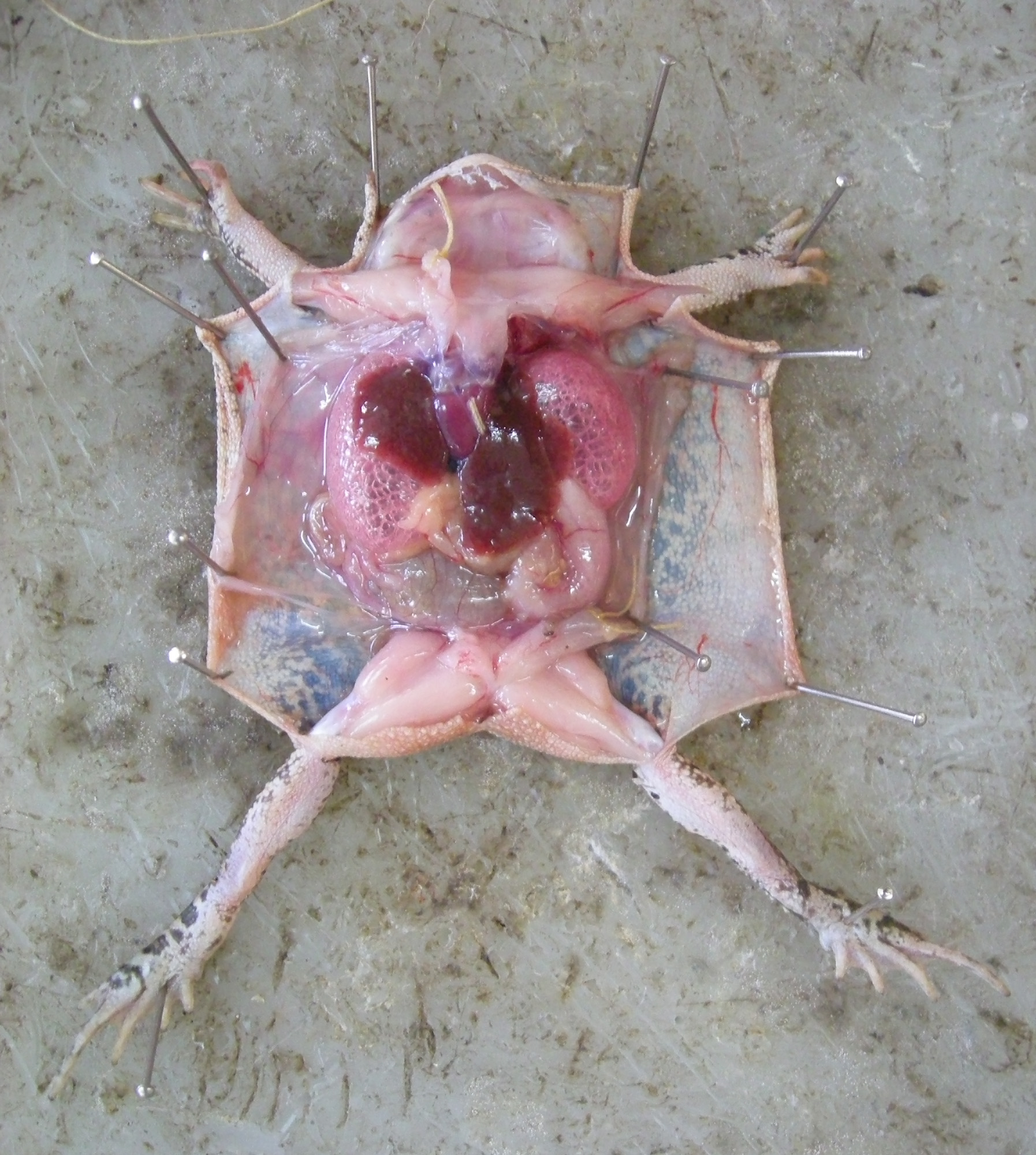
کالبد یک قورباغه

زنده شکافی (به انگلیسی: Vivisection) در معنای خاص آن به هر گونه جراحی گفته می‌شود که بر روی جانداران زنده اعمال می‌شود. امروزه گستره معنائی این اصطلاح جامعیت پیدا کرده و در معنای عام آن به هر گونه آزمایش روی جانوران نیز گفته می‌شود.
زنده شکافی از سوی طرفداران حقوق حیوانات مورد انتقادات بسیاری قرار گرفته و تاکنون مخالفان آزمایش روی جانوران سهم به سزایی در جایگزین ساختن آزمایش‌های جانوری با جایگزین‌های آزمایش روی جانوران داشته‌اند.